# Paul Hinschius
Franz Carl Paul Hinschius (25. december 1835 i Berlin – 13. december 1898 sammesteds) var en tysk retslærd.
Hinschius blev 1855 Dr. jur., 1859 privatdocent i Berlin, 1863 ekstraordinær professor i Halle a. S., 1865 i Berlin, 1868 ordentlig professor i Kiel, 1872 i Berlin, hvor han tillige 1872—76 arbejdede i Kultusministeriet. Udrustet med en sjælden forening af praktisk sans og videnskabelig forskerevne, i besiddelse af en enestående lærdom og vældig arbejdskraft blev Hinschius, der var elev af Aemilius Ludwig Richter, en af 19. århundredes største kirkeretslærere.
Hans hovedværk, det gigantiske, men ufuldendte Das Kirchenrecht der Katholiken und Protestanten in Deutschland (I 1869, II 1878, III 1883, IV 1888, V 1895, VI 1. afdeling 1897) udvikler på en didtil ikke overtruffen måde den katolske kirkerets historie og dogmatik. Allerede hans tidligere arbejder Das landesherrliche Patronatrecht gegenüber der katholischen Kirche (1856), den mesterlige udgave af Decretales Pseudo-Isidorianae et Capitula Angilramni (1863), Die Stellungen der deutschen Staatsregierungen gegenüber den Beschlüssen des vaticanischen Koncils (1871), Die päbstliche Unfehlbarkeit und das vatikanische Koncil (1878 og andre) havde henledt den videnskabelige verden og den preussiske kulturminister Falks opmærksomhed på ham.
I udarbejdelsen af de kirkepolitiske love af 1873 og 1875 havde han væsentlig andel, og han offentliggjorde en række kommenterende udgaver af de vigtigste kirkeretlige love. Foruden en række afhandlinger, anmeldelser og lignende skrev Hinschius desuden afsnittet Kirchenrecht i forskellige oplag af Franz von Holtzendorffs retsencyklopædi; hans sidste arbejde Das Kirchenrecht så lyset i Karl von Birkmeyers Encyclopädie der Rechtswissenschaft (1901). Til Heinrich von Marquardsens Handbuch des Oeffentlichen Rechts der Gegenwart bidrog Hinschius med en Allgemeine Darstellung der Verhältnisse von Staat und Kirche (1887). 1872—78 og 1880—81 var han Flensborg—Åbenrå-kredsens repræsentant i den tyske rigsdag, 1871—72 og 1889 til sin død havde han sæde i herrehuset.